# Козлодуй (острів)
Острів Козлодуй (болг. остров Козлодуй, ostrov Kozloduy) — другий за величиною болгарський дунайський острів (після острова Белене). Розташований навпроти міста Козлодуй, він становить 7,5 км завдовжки і між 0,5 і 1,6 км завширшки, площею 6,1 км².
Острів підноситься на 3-4 метри над річкою, і флора складається з річкових тополь. Птахи, які, як відомо, гніздяться на острові, включають диких гусей та диких качок.
Оскільки відстань від берега становить 200 м, до острова можна дістатися лише на човні.